# Justin Huntly McCarthy
Justin Huntly McCarthy (* 1860; † 20. März 1936) war ein irischer Politiker (Irish Parliamentary Party) und Schriftsteller.

## Leben und Wirken
McCarthy war der Sohn des Politikers Justin McCarthy (1830–1912). Da der Sohn gleich seinem Vater Member of Parliament (→House of Commons) war, werden sie beide gelegentlich verwechselt. McCarthy wurde am 12. Juni 1884 zum Abgeordneten gewählt und hatte dieses Amt bis 1892 inne.
Über den Künstler Max Beerbohm machte McCarthy die Bekanntschaft der Schauspielerin Cecilia Loftus (1876–1943) und heiratete sie am 29. August 1893 in Blackburn (Lancashire). Die Ehe nahm einen unglücklichen Verlauf, bereits nach kurzer Zeit trennte sich das Paar und ließ sich 1899 scheiden. In zweiter Ehe heiratete McCarthy 1908 Loullie Killick.

## Rezeption
McCarthy verfasste nicht nur literarische Werke wie Kurzgeschichten, Romane und Theaterstücke, sondern auch beachtenswerte Sachbücher, in denen er verschiedene Aspekte der britischen Politik bzw. Geschichte analysierte. Daneben versuchte er sich auch als Herausgeber und Übersetzer.

## Werke (Auswahl)

### Als Autor
Biographien
- Cissie Loftus. An appreciation. Russell Books, New York 1899.
- Sir Robert Peel. London 1891.
- The pope and the Empire. Leo XIII. London 1896.

Lyrik
- Hafiz in London. Poems. Chatto & Windus, London 1866.

Romane
- Camiola. A girl with a fortune. Munro Books, New York 1888.
- Lily Lass. Chatto & Windus, London 1890.
- If I were king Russell Books, New York 1901.
  - Deutsch: Wenn ich der König wär'! Engelhorn, Stuttgart 1907 (übersetzt von Natalie von Rümelin-Oesterlen)
  - Deutsch: Der König der Vagabunden. Berlin 1931 (übersetzt von Natalie von Rümelin-Oesterlen)

Sachbücher
- England unter Gladstone. Chatto & Windus, London 1880/84 (4 Bde.)
- The case for Home Rule. Chatto & Wndus, London 1887.
- An outline of Irish history. From the earliest times to the present day. Murphy Books, Baltimore 1883.
- Modern England. Before the Reform Bill. Fisher Unwin, London 1899.
- The French Revolution. Chatto & Windus, London 1899 (4 Bde.)
- Irish Recollections. Hodder & Stoughton, London 1911.

### Als Herausgeber
- Michel de Montaigne: Essays of Montaigne. London 1899 (übersetzt von John Florio)

### Als Übersetzer
- Omar Khayyam: Rubaiyat of Omar Khayyam. Nutt, London 1889.

## Verfilmungen
- Ludwig Berger (Regie): König der Vagabunden. 1930 (nach If I were King)
  - Remake: Frank Lloyd (Regie): Wenn ich König wär. 1938
  - Remake: Michael Curtiz (Regie): König der Vagabunden. 1956
- Arthur Pierson (Regie): Auf Leben und Tod. 1949 (nach The O'Flynn)